# Эбер (футболист)
Эбер Араужо дос Сантос (порт.-браз. Héber Araujo dos Santos; 10 августа 1991, Колораду-ду-Уэсти, Рондония, Бразилия) — бразильский футболист, нападающий.

## Карьера
Эбер Араужо дос Сантос — воспитанник бразильского футбольного клуба «Фигейренсе». 25 мая 2010 года он дебютировал в бразильской Серии B, выйдя на замену в конце домашнего поединка против «Наутико». Спустя неделю Эбер забил свой первый гол в рамках Серии B, на второй добавленной минуте поставив точку в разгроме АСА.
22 мая 2011 года Эбер дебютировал в бразильской Серии А, выйдя в основном составе в домашнем матче первого тура с «Крузейро». А уже в следующем туре он забил свой первый гол на высшем уровне, открыв счёт в домашней игре против «Атлетико Гоияниенсе».
Эбер, будучи формально игроком бразильской «Коимбры», выступал на правах аренды за бразильские «Фигейренсе», КРАК, «Аваи», а также армянский «Алашкерт». В составе последнего он стал с 16 голами лучшим бомбардиром чемпионата Армении 2015/16.
В августе 2016 года Эбер перешёл в хорватский клуб «Славен Белупо», за который он в сезоне 2016/17 забил 10 мячей в хорватской Первой лиге, включая хет-трик в домашней игре с «Цибалией». В июне 2017 года бразилец подписал трёхлетний контракт с хорватской «Риекой» с возможностью продления его на два года.
21 марта 2019 года Эбер перешёл в клуб MLS «Нью-Йорк Сити». В североамериканской лиге дебютировал 6 апреля 2019 года в матче против «Монреаль Импакт», выйдя на замену во втором тайме. 21 апреля 2019 года в матче против «Ди Си Юнайтед» забил свой первый гол в MLS, а также отдал голевую передачу. По итогам сезона 2019 Эбер стал лучшим бомбардиром «Нью-Йорк Сити», забив 15 голов в 23-ти матчах, и был признан новоприбывшим игроком года клуба. 23 сентября 2020 года в матче против «Торонто» получил разрыв передней крестообразной связки правого колена. Из-за травмы не играл 354 дня, вернувшись на поле 14 сентября 2021 года в матче против «Далласа». 13 декабря 2021 года подписал новый контракт с «Нью-Йорк Сити» до конца декабря 2023 года с опцией продления ещё на 12 месяцев.
29 декабря 2022 года Эбер был продан в «Сиэтл Саундерс» за $400 тыс. в общих распределительных средствах с возможной доплатой ещё $150 тыс. при достижении им определённых показателей. За «Саундерс» дебютировал 4 февраля 2023 года в матче клубного чемпионата мира 2022 против египетского «Аль-Ахли», выйдя на замену в компенсированное время второго тайма вместо Альберта Руснака. 26 февраля 2023 года в матче стартового тура сезона MLS против «Колорадо Рэпидз» забил свой первый гол за «Сиэтл». По окончании сезона 2023 «Сиэтл Саундерс» не стал продлевать контракт с Эбером.

## Достижения
Командные
 «Алашкерт»
- Чемпион Армении: 2015/16

 «Нью-Йорк Сити»
- Чемпион MLS (обладатель Кубка MLS): 2021
- Обладатель Campeones Cup: 2022

Индивидуальные
- Лучший бомбардир чемпионата Армении: 2015/16 (16 мячей)
- Футболист года в Хорватии (Sportske novosti): 2017/18[22]